# Vision Quest (Original Motion Picture Sound Track)
Vision Quest (Original Motion Picture Sound Track) è la colonna sonora, pubblicata il 12 febbraio 1985 per l'etichetta discografica Geffen Records, del film Crazy for You - Pazzo per te, diretto da Harold Becker e interpretato da Matthew Modine e Linda Fiorentino.

## Descrizione
Nell'album sono contenute due canzoni di Madonna che recita anche in un cameo come cantante di night club: il singolo Crazy for You, seconda numero uno per la cantante negli Stati Uniti, e Gambler. Proprio grazie al successo del primo brano, in Inghilterra, in Australia ed altri paesi l'album fu pubblicato con il titolo Crazy For You.
L'album della colonna sonora fu pubblicato dalla Geffen Records il 12 febbraio 1985, a ridosso dell'uscita del film avvenuta tre giorni dopo, in concomitanza con l'uscita del singolo di lancio. Raggiunse la posizione numero 11 nella classifica Billboard 200 degli album più venduti negli Stati Uniti, prodotto da John David Kalodner, Jon Peters e Peter Guber. L'album includeva tra gli altri, brani dei Foreigner, Sammy Hagar e The Style Council. Non furono incluse invece le tracce No More Words dei Berlin e un brano strumentale dei Tangerine Dream, entrambi presenti nel film.

## Tracce
1. Only the Young – 4:01 – Journey
2. Change – 3:14 – John Waite
3. Shout to the Top! – 4:18 – The Style Council
4. Gambler – 3:54 – Madonna
5. She's On the Zoom – 3:18 – Don Henley
6. Hungry for Heaven – 4:12 – Dio
7. Lunatic Fringe – 4:20 – Red Rider
8. I'll Fall in Love Again – 4:11 – Sammy Hagar
9. Hot Blooded – 4:24 – Foreigner
10. Crazy for You – 4:08 – Madonna